# Dyscheralcis crimnodes
Dyscheralcis crimnodes là một loài bướm đêm trong họ Geometridae.